# Édouard Roger-Vasselin
Édouard Roger-Vasselin (* 28. listopadu 1983 Gennevilliers, Hauts-de-Seine) je francouzský profesionální tenista. Na grandslamu zvítězil v mužské čtyřhře French Open 2014 s Julienem Benneteauem a smíšené čtyřhře French Open 2024 s Laurou Siegemundovou. Jako poražený finalista skončil v mužském deblu Wimbledonu 2016 a 2019 i mixu US Open 2022. Ve své dosavadní kariéře na okruhu ATP Tour vyhrál dvacet osm deblových turnajů včetně Cincinnati Masters 2015, Miami Open 2023 a Paris Masters 2023 z kategorie Masters. Na challengerech ATP a okruhu ITF získal sedm titulů ve dvouhře a osmnáct ve čtyřhře.
Na žebříčku ATP byl ve dvouhře nejvýše klasifikován v únoru 2014 na 35. místě a ve čtyřhře v listopadu téhož roku na 6. místě. Trénuje ho Dave Marshal. Dříve tuto roli plnili Antoine Quinquis, Nicolas Renavand a  Gregoire Jacq.
Ve francouzském daviscupovém týmu debutoval v roce 2023 skupinou finálového turnaje, v níž po boku Nicolase Mahuta odehrál tři čtyřhry. Do září 2025 v soutěži nastoupil k šesti mezistátním utkáním s bilancí 0–0 ve dvouhře a 3–3 ve čtyřhře. Francii reprezentoval na Letních olympijských hrách 2024 v Paříži. Do mužské čtyřhry zasáhli s Gaëlem Monfilsem jako náhradníci. Ve druhém kole podlehli Němcům Krawietzovi s Pützem. Ve smíšené soutěži mu s Caroline Garciaovou přivodili časnou porážku Japonci Šibaharaová a Nišikori.  
Jeho otcem je bývalý francouzský tenista Christophe Roger-Vasselin, semifinalista dvouhry na French Open 1983, kde porazil světovou jedničku Jimmyho Connorse.

## Tenisová kariéra
V roce 2001 se stal francouzským šampionem ve dvouhře dorostenců do 18 let. Ve druhém kole Wimbledonu 2007 přehrál z pozice kvalifikanta argentinskou světovou dvacítku Juana Ignacia Chelu, než jej zastavil krajan a čtrnáctý muž klasifikace Richard Gasquet. Bodový zisk jej po skončení premiérově posunul do elitní světové stovky, když 9. července 2007 figuroval na 92. místě žebříčku. Rovněž na tokijském Rakuten Japan Open Tennis Championships 2009 musel jako 189. hráč klasifikace projít kvalifikační soutěží. Po jejím zvládnutí v první fázi dvouhry zdolal světovou pětku Juana Martína del Potra a poté i Rakušana Jürgena Melzera z konce elitní čtyřicítky. Ve čtvrtfinále podlehl Australanovi Lleytonu Hewittovi.
Do premiérového finále dvouhry na okruhu ATP Tour se probojoval během březnového Delray Beach International Tennis Championships 2013. Nestačil v něm na Lotyše Ernestsa Gulbise ve dvou setech. Také z boje o titul na lednovém Aircel Chennai Open 2014 v indické Čennaí odešel poražen od Švýcara Stanislase Wawrinky, který získal o tři týdny později trofej na Australian Open.
Na nejvyšší grandslamové úrovni vyhrál s krajanem Julienem Benneteauem mužskou čtyřhru French Open 2014, když ve finále porazili španělský pár Marcel Granollers a Marc López. Bodový zisk jej premiérově posunul do první světové desítky deblového žebříčku. V závěru sezóny se pak oba probojovali do semifinále debla na Turnaje mistrů 2014.

## Finále na Grand Slamu

### Mužská čtyřhra: 3 (1–2)
| Stav      | Rok  | turnaj      | povrch | spoluhráč        | soupeři ve finále                   | výsledek                                    |
| --------- | ---- | ----------- | ------ | ---------------- | ----------------------------------- | ------------------------------------------- |
| Vítěz     | 2014 | French Open | antuka | Julien Benneteau | Marcel Granollers Marc López        | 6–3, 7–6(7–1)                               |
| Finalista | 2016 | Wimbledon   | tráva  | Julien Benneteau | Pierre-Hugues Herbert Nicolas Mahut | 4–6, 6–7(1–7), 3–6                          |
| Finalista | 2019 | Wimbledon   | tráva  | Nicolas Mahut    | Robert Farah Juan Sebastián Cabal   | 7–6(7–5), 6–7(5–7), 6–7(6–8), 7–6(7–5), 3–6 |

### Smíšená čtyřhra: 2 (1–1)
| Stav      | rok  | turnaj      | povrch | spoluhráčka         | soupeři ve finále                | výsledek         |
| --------- | ---- | ----------- | ------ | ------------------- | -------------------------------- | ---------------- |
| Finalista | 2022 | US Open     | tvrdý  | Kirsten Flipkensová | Storm Sandersová John Peers      | 6–4, 4–6, [7–10] |
| Vítěz     | 2014 | French Open | antuka | Laura Siegemundová  | Desirae Krawczyková Neal Skupski | 6–4, 7–5         |

## Finále na ATP Tour
| Legenda                       |
| ----------------------------- |
| D – dvouhra; Č – čtyřhra      |
| Grand Slam (1–2 Č)            |
| Turnaj mistrů (0–1 Č)         |
| ATP Tour Masters 1000 (3–4 Č) |
| ATP Tour 500 (6–8 Č)          |
| ATP Tour 250 (0–2 D; 8–5 Č)   |

### Dvouhra: 2 (0–2)
| Stav      | č. | datum          | turnaj                      | kategorie | povrch | soupeř ve finále   | výsledek      |
| --------- | -- | -------------- | --------------------------- | --------- | ------ | ------------------ | ------------- |
| Finalista | 1. | 3. března 2013 | Delray Beach, Spojené státy | ATP 250   | tvrdý  | Ernests Gulbis     | 6–7(3–7), 3–6 |
| Finalista | 2. | 5. ledna 2014  | Čennaj, Indie               | ATP 250   | tvrdý  | Stanislas Wawrinka | 5–7, 2–6      |

### Čtyřhra: 48 (28–20)
| Stav      | č.  | datum              | turnaj                                    | kategorie     | povrch    | spoluhráč              | soupeři ve finále                   | výsledek                                    |
| --------- | --- | ------------------ | ----------------------------------------- | ------------- | --------- | ---------------------- | ----------------------------------- | ------------------------------------------- |
| Vítěz     | 1.  | 5. února 2012      | Montpellier, Francie                      | ATP 250       | tvrdý (h) | Nicolas Mahut          | Paul Hanley Jamie Murray            | 6–4, 7–6(7–4)                               |
| Vítěz     | 2.  | 20. února 2012     | Marseille, Francie                        | ATP 250       | tvrdý (h) | Nicolas Mahut          | Dustin Brown Jo-Wilfried Tsonga     | 3–6, 6–3, [10–6]                            |
| Vítěz     | 3.  | 17. září 2012      | Méty, Francie                             | ATP 250       | tvrdý (h) | Nicolas Mahut          | Johan Brunström Frederik Nielsen    | 7–6(7–3), 6–4                               |
| Vítěz     | 4.  | 15. července 2013  | Newport, Spojené státy                    | ATP 250       | tráva     | Nicolas Mahut          | Tim Smyczek Rhyne Williams          | 6–7(4–7), 6–2, [10-5]                       |
| Finalista | 1.  | 20. července 2013  | Bogotá, Kolumbie                          | ATP 250       | tvrdý     | Igor Sijsling          | Purav Radža Divij Šaran             | 6–7(4–7), 6–7(3–7)                          |
| Vítěz     | 5.  | 29. července 2013  | Atlanta, Spojené státy                    | ATP 250       | tvrdý     | Igor Sijsling          | Colin Fleming Jonathan Marray       | 7–6(8–6), 6–3                               |
| Vítěz     | 6.  | 6. října 2013      | Tokio, Japonsko                           | ATP 500       | tvrdý     | Rohan Bopanna          | Jamie Murray John Peers             | 7–6(7–5), 6–4                               |
| Vítěz     | 7.  | 23. února 2014     | Marseille, Francie (2)                    | ATP 250       | tvrdý (h) | Julien Benneteau       | Paul Hanley Jonathan Marray         | 4–6, 7–6(8–6), [13–11]                      |
| Vítěz     | 7.  | 23. února 2014     | Marseille, Francie (3)                    | ATP 250       | tvrdý (h) | Julien Benneteau       | Paul Hanley Jonathan Marray         | 4–6, 7–6(8–6), [13–11]                      |
| Vítěz     | 8.  | 7. června 2014     | French Open, Paříž, Francie               | Grand Slam    | antuka    | Julien Benneteau       | Marcel Granollers Marc López        | 6–3, 7–6(7–1)                               |
| Finalista | 2.  | 12. října 2014     | Šanghaj, Čína                             | ATP 1000      | tvrdý     | Julien Benneteau       | Bob Bryan Mike Bryan                | 3–6, 6–7(3–7)                               |
| Vítěz     | 8.  | 26. července 2015  | Bogotá, Kolumbie                          | ATP 250       | tvrdý     | Radek Štěpánek         | Mate Pavić Michael Venus            | 7–5, 6–3                                    |
| Finalista | 3.  | 16. srpna 2015     | Montréal, Kanada                          | ATP 1000      | tvrdý     | Daniel Nestor          | Bob Bryan Mike Bryan                | 6–7(5–7), 6–3, [6–10]                       |
| Vítěz     | 10. | 23. srpna 2015     | Cincinnati, Spojené státy                 | ATP 1000      | tvrdý     | Daniel Nestor          | Marcin Matkowski Nenad Zimonjić     | 6–2, 6–2                                    |
| Vítěz     | 11. | 27. září 2015      | Mety, Francie (2)                         | ATP 250       | tvrdý (h) | Łukasz Kubot           | Nicolas Mahut Pierre-Hugues Herbert | 2-6, 6-3, [10-7]                            |
| Finalista | 4.  | 11. října 2015     | Peking, Čína                              | ATP 500       | tvrdý     | Daniel Nestor          | Vasek Pospisil Jack Sock            | 6–3, 3–6, [6–10]                            |
| Finalista | 5.  | 9. července 2016   | Wimbledon, Londýn, Spojené království     | Grand Slam    | tráva     | Julien Benneteau       | Pierre-Hugues Herbert Nicolas Mahut | 4–6, 6–7(1–7), 3–6                          |
| Vítěz     | 12. | 24. července 2016  | Washington, D.C., Spojené státy           | ATP 500       | tvrdý     | Daniel Nestor          | Łukasz Kubot Alexander Peya         | 7–6(7–3), 7–6(7–4)                          |
| Vítěz     | 13. | 23. října 2016     | Antverpy, Belgie                          | ATP 250       | tvrdý     | Daniel Nestor          | Pierre-Hugues Herbert Nicolas Mahut | 6–4, 6–4                                    |
| Finalista | 6.  | 14. května 2017    | Madrid, Španělsko                         | ATP 1000      | antuka    | Nicolas Mahut          | Łukasz Kubot Marcelo Melo           | 5–7, 3–6                                    |
| Finalista | 7.  | 25. června 2017    | Londýn, Spojené království                | ATP 500       | tráva     | Julien Benneteau       | Jamie Murray Bruno Soares           | 2–6, 3–6                                    |
| Vítěz     | 14. | 24. září 2017      | Mety, Francie (3)                         | ATP 250       | tvrdý (h) | Julien Benneteau       | Wesley Koolhof Artem Sitak          | 7–5, 6–3                                    |
| Finalista | 8.  | 29. října 2017     | Basilej, Švýcarsko                        | ATP 500       | tvrdý (h) | Fabrice Martin         | Ivan Dodig Marcel Granollers        | 5–7, 6–7(6–8)                               |
| Finalista | 9.  | 14. dubna 2018     | Marrákeš, Maroko                          | ATP 250       | antuka    | Benoît Paire           | Nikola Mektić Alexander Peya        | 5–7, 6–3, [7–10]                            |
| Finalista | 10. | 5. srpna 2018      | Washington, D.C., Spojené státy           | ATP 500       | tvrdý     | Mike Bryan             | Jamie Murray Bruno Soares           | 6–3, 3–6, [4–10]                            |
| Vítěz     | 15. | 24. září 2018      | Mety, Francie                             | ATP 250       | tvrdý (h) | Édouard Roger-Vasselin | Ken Skupski Neal Skupski            | 6–1, 7–5                                    |
| Vítěz     | 16. | 21. října 2018     | Antverpy, Belgie                          | ATP 250       | tvrdý (h) | Nicolas Mahut          | Marcelo Demoliner Santiago González | 6–4, 7–5                                    |
| Finalista | 11. | 28. října 2018     | Vídeň, Rakousko                           | ATP 500       | tvrdý (h) | Mike Bryan             | Joe Salisbury Neal Skupski          | 6–7(5–7), 3–6                               |
| Vítěz     | 17. | 10. února 2019     | Montpellier, Francie (2)                  | ATP 250       | tvrdý (h) | Ivan Dodig             | Benjamin Bonzi Antoine Hoang        | 6–3, 6–3                                    |
| Vítěz     | 18. | 25. května 2019    | Lyon, Francie                             | ATP 250       | antuka    | Ivan Dodig             | Ken Skupski Neal Skupski            | 6–4, 6–3                                    |
| Finalista | 12. | 13. července 2019  | Wimbledon, Londýn, Spojené království     | Grand Slam    | tráva     | Nicolas Mahut          | Robert Farah Juan Sebastián Cabal   | 7–6(7–5), 6–7(5–7), 6–7(6–8), 7–6(7–5), 3–6 |
| Finalista | 13. | 22. září 2019      | Mety, Francie                             | ATP 250       | tvrdý (h) | Nicolas Mahut          | Robert Lindstedt Jan-Lennard Struff | 6–2, 6–7(1–7), [4–10]                       |
| Vítěz     | 19. | 6. října 2019      | Tokio, Japonsko                           | ATP 500       | tvrdý     | Nicolas Mahut          | Nikola Mektić Franko Škugor         | 7–6(9–7), 6–4                               |
| Vítěz     | 20. | 20. října 2019     | Stockholm, Švédsko                        | ATP 250       | tvrdý (h) | Henri Kontinen         | Mate Pavić Bruno Soares             | 6–4, 6–2                                    |
| Vítěz     | 21. | 18. října 2020     | Petrohrad, Rusko                          | ATP 500       | tvrdý (h) | Jürgen Melzer          | Marcelo Demoliner Matwé Middelkoop  | 6–2, 7–6(7–4)                               |
| Finalista | 14. | 14. listopadu 2020 | Sofie, Bulharsko                          | ATP 250       | tvrdý (h) | Jürgen Melzer          | Jamie Murray Neal Skupski           | bez boje                                    |
| Finalista | 15. | 22. listopadu 2020 | Turnaj mistrů, Londýn, Spojené království | Turnaj mistrů | tvrdý (h) | Jürgen Melzer          | Wesley Koolhof Nikola Mektić        | 6–2, 3–6, [5–10]                            |
| Vítěz     | 22. | 28. února 2022     | Montpellier, Francie (3)                  | ATP 250       | tvrdý (h) | Henri Kontinen         | Jonatan Erlich Andrej Vasilevskij   | 6–2, 7–5                                    |
| Finalista | 16. | 19. března 2022    | Indian Wells, Spojené státy               | ATP 1000      | tvrdý     | Santiago González      | John Isner Jack Sock                | 6–7(4–7), 3–6                               |
| Vítěz     | 23. | říjen 2022         | Florencie, Itálie                         | ATP 250       | tvrdý (h) | Nicolas Mahut          | Ivan Dodig Austin Krajicek          | 7–6(7–4), 6–3                               |
| Finalista | 17. | říjen 2022         | Basilej, Švýcarsko                        | ATP 500       | tvrdý (h) | Nicolas Mahut          | Ivan Dodig Austin Krajicek          | 4–6, 6–7(5–7)                               |
| Vítěz     | 24. | únor 2023          | Marseille, Francie                        | ATP 250       | tvrdý (h) | Santiago González      | Nicolas Mahut Fabrice Martin        | 4–6, 7–6(7–4), [10–7]                       |
| Vítěz     | 25. | březen 2023        | Miami, Spojené státy                      | ATP 1000      | tvrdý     | Santiago González      | Nicolas Mahut Austin Krajicek       | 7–6(7–4), 7–5                               |
| Vítěz     | 26. | srpen 2023         | Los Cabos, Mexiko                         | ATP 250       | tvrdý     | Santiago González      | Andrew Harris Dominik Koepfer       | 6–4, 7–5                                    |
| Vítěz     | 27. | říjen 2023         | Basilej, Švýcarsko                        | ATP 500       | tvrdý (h) | Santiago González      | Hugo Nys Jan Zieliński              | 6–7(8–10), 7–6(7–3), [10–1]                 |
| Vítěz     | 28. | listopad 2023      | Paříž, Francie                            | ATP 1000      | tvrdý (h) | Santiago González      | Rohan Bopanna Matthew Ebden         | 6–2, 5–7, [10–7]                            |
| Finalista | 18. | červenec 2024      | Hamburk, Německo                          | ATP 500       | antuka    | Fabien Reboul          | Kevin Krawietz Tim Pütz             | 6–7(8–10), 2–6                              |
| Finalista | 19. | duben 2025         | Marrákeš, Maroko                          | ATP 250       | antuka    | Hugo Nys               | Patrik Rikl Petr Nouza              | 3–6, 4–6                                    |
| Finalista | 20. | červenec 2025      | Washington, D.C., Spojené státy           | ATP 500       | tvrdý     | Hugo Nys               | Simone Bolelli Andrea Vavassori     | 3–6, 4–6                                    |

## Postavení na konečném žebříčku ATP

### Dvouhra
| Rok    | 2001 | 2002   | 2003   | 2004   | 2005   | 2006   | 2007  | 2008   | 2009   | 2010   | 2011   | 2012   | 2013  | 2014  | 2015   | 2016   | 2017–2024 |
| Pořadí | 1383 | ▲ 421. | ▲ 300. | ▲ 197. | ▲ 189. | ▼ 252. | ▲ 96. | ▼ 166. | ▲ 153. | ▲ 124. | ▲ 106. | ▲ 102. | ▲ 52. | ▼ 87. | ▼ 123. | ▼ 293. | —         |

### Čtyřhra
| Rok    | 2002 | 2003   | 2004   | 2005   | 2006   | 2007   | 2008   | 2009   | 2010  | 2011   | 2012  | 2013  | 2014 | 2015  | 2016  | 2017  | 2018  | 2019  | 2020  | 2021  | 2022  | 2023  | 2024  |
| Pořadí | 871. | ▲ 323. | ▲ 307. | ▲ 197. | ▼ 292. | ▲ 289. | ▲ 219. | ▲ 170. | ▲ 98. | ▼ 133. | ▲ 43. | ▲ 17. | ▲ 7. | ▼ 17. | ▬ 17. | ▼ 26. | ▲ 24. | ▲ 16. | ▲ 15. | ▼ 42. | ▲ 32. | ▲ 11. | ▼ 40. |